# Straszewo (przystanek kolejowy)
Straszewo – zlikwidowany wąskotorowy przystanek osobowy w Straszewie, w gminie Koneck, w powiecie aleksandrowskim, w województwie kujawsko-pomorskim, w Polsce. Został wybudowany po I wojnie światowej. Przystanek został zamknięty w 1974 roku..